# Ewan McVicar
Ewan McVicar (Ayr, 10 januari 1994) is een Schots dj en muziekproducent. Hij verwierf bekendheid door zijn debuutsingle Tell Me Something Good in 2021, een remix van het gelijknamige nummer van Stevie Wonder.

## Biografie
McVicar bracht op 1 mei 2020 zijn debuut ep Street Rave uit. In 2021 bracht hij een remix uit van de single Tell Me Something Good uit, van de Amerikaanse zanger Stevie Wonder. Deze remix wist de top 20 van de UK Singles Chart te behalen. Ook verkreeg McVicar's versie van het nummer de zilveren status door de British Phonographic Industry, gevolgd door goud in 2022 en platinum in 2023. In Nederland werd Tell Me Something Good door Radio 538 uitgeroepen tot Dancesmash en door NPO 3FM tot Megahit. McVicar bracht in februari 2022 een tweede ep getiteld Movin' On Over uit.

## Privé
McVicar groeide op in Ayr in Schotland. Hij studeerde aan de Belmont Academy en studeerde af als onderwijsassistent aan de Universiteit van West-Schotland. McVicar is een fan van de voetbalclub St. Mirren FC en draagt vaak het uitshirt van de club achter de draaitafel.
- MusicBrainz: e5173653-a587-4cb4-8f74-f9e3c403586f